# Helen Hofstede
Helen Hofstede (31 december 1980) is een Nederlandse atlete, die vooral sterk is op de middellange plus lange afstanden en de 3000 m steeple. Gedurende haar loopbaan verzamelde zij tot nu toe negen nationale titels bij de senioren. 

## Loopbaan
Hofstede begon haar atletiekcarrière bij SAV. Later trainde ze zo'n tien jaar onder Leen Born en Rob Druppers bij het Mila Running Team. Ze trainde bij Team Distance Runners. Begin 2014 stopte ze tijdelijk met atletiek. Op 31 december 2015 maakte ze haar rentree tijdens de Sylvestercross, nadat ze bevallen was van een zoon.
In het dagelijks leven is ze projectmanager bij Quaker Europe en beheert ze een chocoladewebwinkel.

## Nederlandse kampioenschappen
Outdoor
| Onderdeel      | Jaar       |
| -------------- | ---------- |
| 3000 m steeple | 2011, 2012 |
| 5000 m         | 2013       |

Indoor
| Onderdeel | Jaar             |
| --------- | ---------------- |
| 1500 m    | 2006, 2007, 2010 |
| 3000 m    | 2007, 2010, 2013 |

## Persoonlijk records
Outdoor
| Onderdeel      | Prestatie | Datum           | Plaats   |
| -------------- | --------- | --------------- | -------- |
| 800 m          | 2.06,72   | 22 mei 2010     | Hoorn    |
| 1000 m         | 2.44,99   | 5 mei 2012      | Lisse    |
| 1500 m         | 4.12,93   | 3 augustus 2013 | Gent     |
| 3000 m         | 9.12,06   | 12 juli 2013    | Nijmegen |
| 5000 m         | 16.06,75  | 15 mei 2013     | Koblenz  |
| 3000 m steeple | 9.42,91   | 27 juli 2013    | Ninove   |

Indoor
| Onderdeel | Prestatie | Datum           | Plaats    |
| --------- | --------- | --------------- | --------- |
| 1500 m    | 4.23,64   | 27 januari 2013 | Athlone   |
| 3000 m    | 9.32,74   | 6 februari 2010 | Apeldoorn |

## Palmares

### 800 m
- 2010:  Flynth Recordwedstr. te Hoorn – 2.06,72

### 1000 m
- 2010:  Ter Specke Bokaal te Lisse – 2.45,56
- 2010:  EAP Amsterdam Open – 2.46,43

### 1500 m
- 2004: 4e NK – 4.28,23
- 2006:  NK indoor – 4.25,18
- 2007:  NK indoor – 4.24,85
- 2010:  NK indoor – 4.25,78
- 2010: 4e NK – 4.22,58
- 2012:  NK indoor – 4.25,35
- 2013:  NK indoor – 4.26,98
- 2013:  NK – 4.25,93

### 3000 m
- 2007:  NK indoor – 10.05,63
- 2010:  NK indoor – 9.32,74
- 2010: 12e EC voor landenteams, Boedapest – 10.02,46
- 2011:  NK indoor – 9.53,25
- 2012: 4e NK indoor – 9.39,15
- 2013:  NK indoor – 9.45,23

### 5000
- 2009: 4e NK – 17.48,81
- 2013:  NK – 16.20,06

### 3000 m steeple
- 2004:  NK – 10.56,50
- 2011:  NK – 10.31,35
- 2012:  NK – 10.08,00
- 2013:  EC voor landenteams, Dublin – 9.52,82
- 2013: 11e Memorial Van Damme - 9.55,07

### 10 km
- 2011: 9e NK - 35.39
- 2012: 18e Tilburg - 35.01
- 2012: 7e NK - 36.13

### 10 Eng. mijl
- 2012: 13e Dam tot Damloop - 57.25

### halve marathon
- 2012: 11e halve marathon van Egmond - 1:16.11

### veldlopen
- 2005:  NK te Roggel en Neer (korte afstand = 2700 m) – 9.43
- 2007:  NK te Wageningen (korte afstand = 2,5 km) – 8.44
- 2012: 4e Abdijcross te Kerkrade – 27.12
- 2012: 4e Mastboscross te Breda – 25.04
- 2014: 6e Abdijcross te Kerkrade – 28.00